# Nowosiółki (sielsowiet Nowosiółki, rejon kobryński)
Nowosiółki (biał. Навасёлкі; ros. Новосёлки) – agromiasteczko na Białorusi, w obwodzie brzeskim, w rejonie kobryńskim, w sielsowiecie Nowosiółki.
W dwudziestoleciu międzywojennym wieś leżała w Polsce, w województwie poleskim, w powiecie kobryńskim. Była wówczas siedzibą gminy Nowosiółki.
We wsi znajduje się drewniana parafialna cerkiew prawosławna pw. św. Michała Archanioła.